# Arquidiocese de Abuja
A Arquidiocese de Abuja (Archidiœcesis Abugensis) é uma circunscrição eclesiástica da Igreja Católica na Nigéria, que engloba a cidade de Abuja. É fruto da elevação da Missão Sui Iuris de Abuja. Seu atual arcebispo metropolita é Ignatius Ayau Kaigama. Sua Sé é a Pró-Catedral Nossa Senhora Rainha da Nigéria.
Possui 85 paróquias assistidas por 274 sacerdotes e cerca de 15,8% da sua população jurisdicionada é batizada.

## História
A missão sui iuris de Abuja foi estabelecida em 6 de novembro de 1981, com território desmembrado da diocese de Minna.
Em 19 de junho de 1989 foi elevada a diocese pela bula Quantis progressibus do Papa João Paulo II.
Em 26 de março de 1994, a diocese foi elevada à categoria de Arquidiocese Metropolitana com a bula Quo aptius do mesmo Papa João Paulo II.

## Prelados
| #               | Nome                              | Período     | Notas                                      |
| Arcebispos      | Arcebispos                        | Arcebispos  | Arcebispos                                 |
| --------------- | --------------------------------- | ----------- | ------------------------------------------ |
| 2º              | Ignatius Ayau Kaigama             | 2019 -      | Atual                                      |
| 1º              | John Cardeal Olurunfemi Onaiyekan | 1994 - 2019 | Arcebispo emérito                          |
| Bispos          |                                   |             |                                            |
| 2º              | John Olorunfemi Onaiyekan         | 1992 - 1994 |                                            |
| 1º              | Dominic Ignatius Cardeal Ekandem  | 1989 - 1992 | Simultaneamente Arcebispo (título pessoal) |
| Bispo-coadjutor |                                   |             |                                            |
|                 | John Olorunfemi Onaiyekan         | 1990 - 1992 |                                            |
| Bispo-auxiliar  |                                   |             |                                            |
|                 | Anselm Umoren, MSPN               | 2011 -      | Atual                                      |